# Football Club Torinese 1904-1905
Questa voce raccoglie le informazioni riguardanti il Football Club Torinese nelle competizioni ufficiali della stagione 1904-1905.

## Stagione
Il Torinese viene eliminato dalla Juventus nell'eliminatoria piemontese dopo due sconfitte a tavolino.

## Divise
La maglia utilizzata per gli incontri di campionato era a strisce verticali oro-nero.
| Manica sinistra · Manica sinistra · Maglietta · Maglietta · Manica destra · Manica destra · Pantaloncini · Calzettoni |

## Organigramma societario
Area direttiva
- Presidente:

Area tecnica
- Allenatore:

## Rosa[1]
| N. |                   | Ruolo | Calciatore        |
| -- | ----------------- | ----- | ----------------- |
|    | Italia (bandiera) | P     | Ademaro Biano     |
|    | Italia (bandiera) | D     | Eugène De Fernex  |
|    | Italia (bandiera) | C     | Charles De Fernex |

| N. |                        | Ruolo | Calciatore     |
| -- | ---------------------- | ----- | -------------- |
|    | Inghilterra (bandiera) | C     | Arthur Rodgers |
|    | Italia (bandiera)      |       | Jean De Fernex |

## Calciomercato
| Acquisti | Acquisti       | Acquisti          | Acquisti   |
| R.       | Nome           | da                | Modalità   |
| -------- | -------------- | ----------------- | ---------- |
| C        | Arthur Rodgers | Nottingham Forest | definitivo |

| Cessioni | Cessioni              | Cessioni | Cessioni      |
| R.       | Nome                  | a        | Modalità      |
| -------- | --------------------- | -------- | ------------- |
| P        | George Beaton         |          | fine carriera |
| D        | Uberto Cagnassi       |          | fine carriera |
| D        | Franz Josef Schönbrod |          | fine carriera |
| C        | Costantino Nicola     |          | fine carriera |
| C        | Albert Weber          |          | fine carriera |
| A        | Edward Dobbie         |          | fine carriera |
| A        | Hugo Mützell          |          | svincolato    |

## Risultati

### Prima Categoria

#### Eliminatoria piemontese
| Torino 19 febbraio 1905, ore 14:30 CET Andata | Juventus | 2 – 0 (tav.) referto | Torinese | Velodromo Umberto I |

| Torino 26 febbraio 1905 Ritorno | Torinese | 0 – 2 (tav.) referto | Juventus | Velodromo Umberto I |

## Statistiche

### Statistiche di squadra
| Competizione    | Punti | In casa | In casa | In casa | In casa | In casa | In casa | In trasferta | In trasferta | In trasferta | In trasferta | In trasferta | In trasferta | Totale | Totale | Totale | Totale | Totale | Totale | DR |
| Competizione    | Punti | G       | V       | N       | P       | Gf      | Gs      | G            | V            | N            | P            | Gf           | Gs           | G      | V      | N      | P      | Gf     | Gs     | DR |
| --------------- | ----- | ------- | ------- | ------- | ------- | ------- | ------- | ------------ | ------------ | ------------ | ------------ | ------------ | ------------ | ------ | ------ | ------ | ------ | ------ | ------ | -- |
| Prima Categoria | 0     | 1       | 0       | 0       | 1       | 0       | 2       | 1            | 0            | 0            | 1            | 0            | 2            | 2      | 0      | 0      | 2      | 0      | 4      | -4 |

### Statistiche dei giocatori
| Giocatore        | Prima Categoria | Prima Categoria |
| Giocatore        | Presenze        | Reti            |
| ---------------- | --------------- | --------------- |
| A. Biano         | 0               | 0               |
| C. De Fernex II  | 0               | 0               |
| E. De Fernex I   | 0               | 0               |
| J. De Fernex III | 0               | 0               |
| A. Rodgers       | 0               | 0               |